# Joint Security Area
Joint Security Area (JSA) er det eneste sted i den koreanske demilitariserede zone hvor soldater fra Nordkorea og Sydkorea står ansigt til ansigt. Stedet bliver ofte omtalt som "Truce Village" (våbenhvile-byen).
JSA bruges til diplomatiske møder mellem de to lande, og indtil 1991 blev militære forhandlinger imellem Nordkorea og United Nations Command også afholdt her. Grænsen mellem de to koreanske stater går midt på et konferencebord inde i en af bygningerne. Her sidder nordkoreanere på den ene side af bordet, og FNs kommando (hovedsageligt sydkoreanerne og amerikanere) sidder på den anden side af bordet.
Militærpoliti fra begge lande holder vagt ved JSA. Der må maksimum være 35 sikkerhedspersonale fra hver nation på vagt på ethvert givet tidspunkt.
Omkring 100.000 turister besøger hvert år stedet.